# Folkärna
Folkärna – miejscowość (tätort) w Szwecji, w regionie administracyjnym (län) Dalarna, w gminie Avesta.
Według danych Szwedzkiego Urzędu Statystycznego liczba ludności wyniosła: 268 (31 grudnia 2015), 267 (31 grudnia 2018) i 278 (31 grudnia 2019).